# Natronmeer (Tanzania)

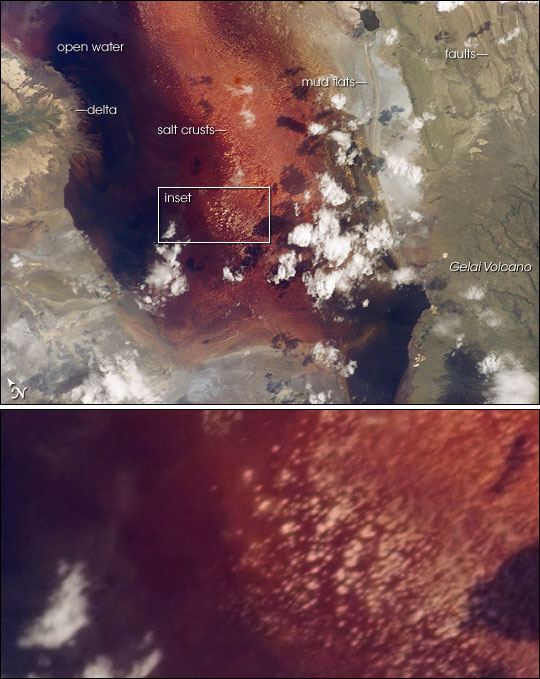
Zuidelijke helft van het Natronmeer. Op de uitvergroting zijn talloze, wit-achtige zoutkorsten te zien, die zich in de ondiepe delen van het meer bevinden. Op de bovenste afbeelding zijn ook de Gelaivulkaan en breuken te zien.

Het Natronmeer is een zoutmeer in Noord-Tanzania, niet ver van de grens met Kenia.
Het meer is minder dan drie meter diep. De oppervlakte die het beslaat is afhankelijk van het waterniveau. De kleur van het Natronmeer is kenmerkend voor meren waar sprake is van veel evaporatie. Wanneer het water tijdens het droge seizoen verdampt, stijgt het zoutgehalte tot een niveau waarbij zoutlievende micro-organismen goed gedijen. Tot deze zoutlievende micro-organismen behoren onder meer bepaalde soorten cyanobacteriën; een orde van bacteriën die net als planten fotosynthese toepassen om te kunnen leven. Hoewel de meeste cyanobacteriën een karakteristieke blauwe kleur hebben, wordt de soort die in het Natronmeer voorkomt gekenmerkt door een rood pigment. Daardoor ontstaat de opvallende rode kleur van het meer, en de oranje tint in de ondiepere delen daarvan. Ook de zoutkorst op de oppervlakte krijgt door deze bacteriën vaak een rode of roze tint.
Het meer is het enige broedgebied voor de 2,5 miljoen bedreigde kleine flamingo's die leven in de Grote Riftvallei.